# Pure Rock Fury
Pure Rock Fury è il quinto album in studio del gruppo musicale rock statunitense Clutch, pubblicato il 13 marzo 2001.

## Tracce
1. American Sleep – 4:18
2. Pure Rock Fury – 3:21
3. Open Up the Border – 3:45
4. Careful with That Mic... – 3:27
5. Red Horse Rainbow – 5:58
6. The Great Outdoors! – 3:47
7. Smoke Banshee – 3:33
8. Frankenstein – 5:41
9. Sinkemlow – 3:55
10. Immortal (cover Leslie West Baby I'm Down) – 3:39
11. Brazenhead – 6:28
12. Drink to the Dead – 5:58
13. Spacegrass (Live) (bonus track) – 7:28

## Formazione
- Neil Fallon – voce, chitarra, tastiere
- Tim Sult – chitarra
- Dan Maines – basso
- Jean-Paul Gaster – batteria